# Al Capps
Allan Alfonzo „Al“ Capps (* 26. April 1939 in Arkansas; † 7. Juni 2018 in Los Angeles, Kalifornien) war ein US-amerikanischer Musikproduzent, Arrangeur, Songwriter, Multiinstrumentalist und Sänger. In den 1960er und 1970er Jahren produzierte und arrangierte er Alben für zahlreiche prominente Künstler und schrieb Filmmusik für mehr als zwanzig Filme. Später schrieb er Musik zu Werbespots. Bis 2014 war er in der Musikindustrie tätig.

## Leben
Capps war der Sohn von Alfonso und Opal Capps, geborene Long. Er produzierte und arrangierte Alben für viele Künstler, darunter Andy Williams, Helen Reddy, Vikki Carr, Vicki Lawrence, José Feliciano, Liza Minnelli, The Osmonds, Cher, Sonny and Cher, Sammy Davis, Jr., Jennifer Warnes, The Supremes, Johnny Mathis, Shania Twain, The Lennon Sisters, The Ventures und die niederländische Band The Cats. In den siebziger Jahren arbeitete er als fester Arrangeur für Snuff Garrett.
Bei Aufnahmesessions wirkte er zuweilen im Background-Chor mit, darunter 1977 auf dem Album Introducing Sparks der Rockgruppe Sparks. Er war auch Multiinstrumentalist und spielte unter anderem auf Alben von The Everly Brothers, Gábor Szabó, Bobby Vinton und Frank Sinatra. Capps nahm auch selbst Musik auf, darunter 1971 eine Coverversion des Titels Jesus Christ Superstar von Andrew Lloyd Webber und Tim Rice.
Capps schrieb und arrangierte auch Filmmusik, darunter für The Windsplitter (1971), Sasquatch, the Legend of Bigfoot (1977), Buffalo Rider (1978), Das ausgekochte Schlitzohr ist wieder auf Achse (1980), Sharky und seine Profis (1981), Auf dem Highway ist die Hölle los (1981), Der rasende Gockel (1983), Auf dem Highway ist wieder die Hölle los (1984) sowie mehrere Fernsehfilme.
2007 veröffentlichte er das Album Great Easy-Listening Hits Of The ’60s unter dem Namen The Al Capps Orchestra. In seiner späteren Karriere machte er auch Musik für Werbespots von Marken wie Pepsi, Mercedes, Swatch, Cadillac, Budweiser und Hilton.